# Steuri-Gletscher
Der Steuri-Gletscher ist ein Gletscher im westantarktischen Marie-Byrd-Land. Er fließt 5,5 km westlich des Möll Spur von den südlichen Hängen des Mount Takahe.
Der United States Geological Survey kartierte ihn anhand eigener Vermessungen und mithilfe von Luftaufnahmen der United States Navy aus den Jahren von 1959 bis 1966. Das Advisory Committee on Antarctic Names benannte ihn 1975 nach dem Schweizer Glaziologen Heinrich Steuri von der Universität Bern, der im Rahmen des United States Antarctic Research Program von 1968 bis 1979 auf der Byrd-Station tätig war.